# TV Assembleia (Piauí)
TV Assembleia é uma emissora de televisão brasileira instalada em Teresina, capital do Estado do Piauí. A emissora pertence a Assembleia Legislativa do Piauí, podendo ser sintonizada através do canal 16 UHF, e faz parte da Rede Pública de Televisão. A TV Assembleia do Piauí retransmite programas da TV Câmara, além de algumas sessões plenárias e de comissão de ambas as casas do Congresso Nacional. A emissora passou a transmitir a partir do dia 13 de junho de 2007 as sessões do plenário da ALEPI ao vivo.

## Nome oficial
A TV Assembleia, por proposta do deputado Elias Ximenes do Prado e aprovada por unanimidade, leva o nome de Fundação Rádio e TV Assembleia Deputado Humberto Reis da Silveira em homenagem ao Deputado Humberto Reis da Silveira, que exerceu o cargo de deputado estadual pelo Piauí ao longo de 52 anos ininterruptos, se tornando um recorde mundial e um dos maiores nomes da política piauiense. A homenagem foi conferida ao deputado em maio de 2005, pelo então presidente da assembleia, deputado Themístocles Filho.

## História

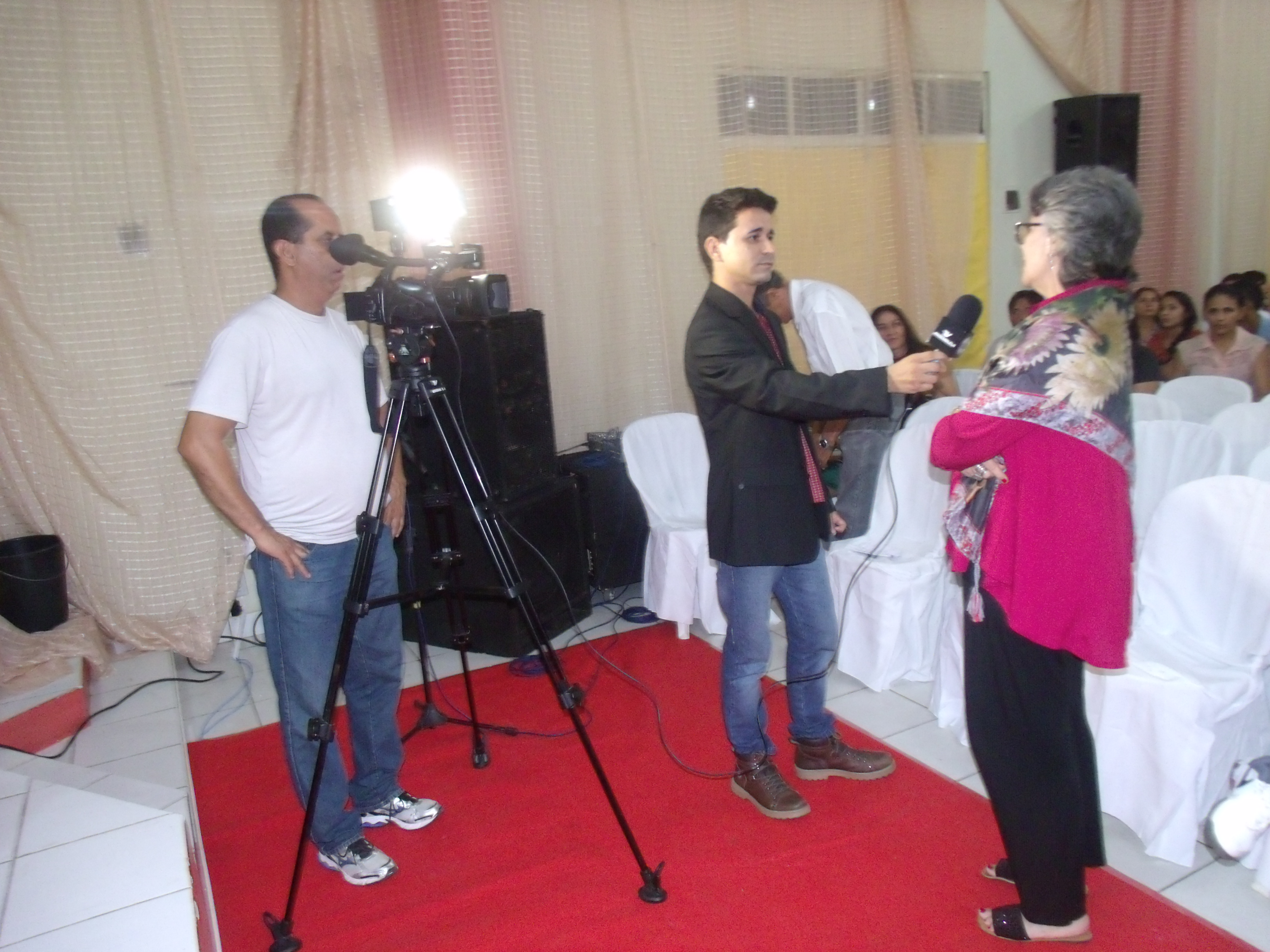
Equipe da TV ALEPI entrevistando a romancista Ana Miranda.

Entrou no ar em fase experimental no dia 1º de Junho de 2007 e foi inaugurada oficialmente em 6 de junho do mesmo ano, pelo presidente da Casa Deputado Estadual Themistocles Filho atualmente esta em fase de expansão do sinal para os municípios do interior do Estado.
Em 18 de novembro de 2011, a Prefeitura de Valença, comandada pelo Alcântara, através do apoio do Deputado Marlos Sampaio, colocou no ar o canal de retransmissão da emissora pelo Canal 19.
Em 10 de setembro de 2015 a TV Assembleia passa operar em sistema digital no canal 16.1

Na data desconhecida, a TG Assembleia muda de canal pra 17.1, porque em breve, entrará a Retransmissora do TV Canção Nova.
Em junho de 2024, a TV Assembleia completou 17 anos, celebrando apresentadores.